# Willa Ryszarda Geyera
Willa Ryszarda Geyera – eklektyczna willa położona w Łodzi przy ul. Czerwonej 3. Została wzniesiona dla syna Ludwika Geyera – Ryszarda w 1898 roku. 
W 1902 roku została zmieniona elewacja budynku. Obecnie jest odrestaurowany i swoją siedzibę ma w nim Okręgowa Izba Lekarska w Łodzi. 
Kopia projektu budowli znajdująca się w Archiwum Państwowym w Łodzi sygnowana jest przez architekta Piotra Brukalskiego, absolwenta petersburskiej Cesarskiej Akademii Sztuk Pięknych, który wykonał nieco później także projekt rozbudowy. 

## Charakterystyka
Willa położona jest w bliskim sąsiedztwie Geyerowskich zakładów rozciągających się wzdłuż ulicy Piotrkowskiej. Otacza ją ogród, pierwotnie sięgający od ulicy Piotrkowskiej do Wólczańskiej, w późniejszym czasie znacznie okrojony. W jego części wschodniej wybudowano kościół ewangelicko-augsburski pw. św. Mateusza w latach 1909–1928. Aby rozszerzyć plac budowy kościoła, dokupiono od Ryszarda Geyera za 37 000 rubli posesję przy ul. Piotrkowskiej 283.
Willa założona jest na rzucie zbliżonym do kwadratu z ryzalitami. Parter zdobiony jest boniami, na piętrze okna ujęte są dekoracyjnymi aediculami, od południa znajduje się trójdzielne okno weneckie. Od wschodu umieszczono wejście główne poprzedzone małymi schodkami, osłonięte żelaznym ażurowym przeszklonym daszkiem. 
Na początku XX wieku od północnego zachodu dobudowano niższy ryzalit z tarasem na piętrze, obrzeżonym tralkową balustradą i kolumnami, pomiędzy które wbudowano duże okna. Do zachodniej elewacji przylega taras z tralkową balustradą, z jednobiegowymi schodami prowadzącymi do ogrodu.
We wnętrzu zastosowano układ trójtraktowy. Westybul od wschodu, z jednobiegowymi schodami ujętymi dębowymi balustradami, prowadzi poprzez szeroki otwór ujęty kolumnami do centralnie usytuowanego hallu o wystroju neorenesansowym.
Z boku westybulu usytuowano klatkę schodową wiodącą na piętro. Od strony ogrodu usytuowano dwa neorokokowe salony połączone szerokim otworem drzwiowym: od południa znajduje się salon muzyczny z fryzem o dekoracji sztukatorskiej z przedstawieniem instrumentów muzycznych, od północy sala balowa z kominkiem i dużym zwierciadłem. Obok usytuowano „salę złotą” o wystroju neorenesansowym. Na piętrze znajdują się przekształcone pomieszczenia biurowe; w centrum hall ze świetlikiem wypełnionym witrażem z lat 20. XX wieku, przypisywanym warsztatowi Dezyderego Mocznaya ze Zbąszynia, współcześnie zrekonstruowanym.

## Funkcja budynku
| okres                        | funkcja budynku |
| ---------------------------- | --- |
| do lat 30. XX wieku, do 1939 | willa Ryszarda Geyera później spokrewnionych Leder - Heyman, na licytacji Adolf (Anszel) Hamburger. |
| 1945, 1952 do 1996 XX wieku  | Rektorat Uniwersytetu Medycznego, Przedszkola zakładowe (Ł.Zakłady: im. F.Dzierżyńskiego, "Gumówka"), państwowe Nr 82, oraz równolegle (drugie wejście) studium języka polskiego, dom opieki społecznej |
| od 1996 roku do dziś         | siedziba Okręgowej Izby Lekarskiej w Łodzi |

## W pobliżu
- Dom Studentek im. Św. Urszuli Ledóchowskiej przy Czerwonej 6
- przy ulicy Piotrkowskiej
  - nr 280 – Dom Zabaw Ludwika Geyera. Miejsce prób pierwszych orkiestr i chórów wspieranych przez Ludwika Geyera. Występowały tu m.in. grupy teatralne F. Pietrzykowskiego (1846 rok), czy W. Raszewskiego (1848 rok).
  - nr 280a – budynek dawnej elektrowni w zespole fabryki Ludwika Geyera
  - nr 282 – Biała Fabryka Ludwika Geyera – Centralne Muzeum Włókiennictwa
  - nr 283 - Kościół św. Mateusza w Łodzi
  - park Reymonta
- szpital miejski dla najuboższych pw. św. Aleksandra, wzniesiony w 1846 roku przy Rynku Fabrycznym (obecnie budynek Wyższego Seminarium Duchownego przy Placu Katedralnym Jana Pawła II),
- przy ul. Wólczańskiej 222 kamienica Oskara Schweikerta. W różnych latach pod tym adresem funkcjonowały m.in.: ślusarnia Rudolfa Dresslera, tkalnia mechaniczna Jana Schweikerta, mechaniczna tkalnia Juliusza Kergera, mechaniczna wytwórnia wyrobów metalowych Przyłuskiego i Malinowskiego, Łódzkie Zakłady Wyrobów Papierowych – Oddział Produkcji Papierów Światłoczułych. Do lat 90 istniało przejście pomiędzy willą Ryszarda Geyera do podwórza przy Wólczańskiej 222.